# Distrikt Buikwe
Buikwe ist ein Distrikt in Zentraluganda. Die Hauptstadt des Distrikts ist Buikwe. Der Mabira-Wald befindet sich in Buikwe.

## Lage
Der Distrikt Buikwe grenzt im Norden an den Distrikt Kayunga, im Osten an den Distrikt Jinja, im Südosten an den Distrikt Buvuma, im Süden an Tansania und im Westen an den Distrikt Mukono.

## Geschichte
Der Distrikt Buikwe entstand 2009 aus Teilen des Distrikts Mukono.

## Demografie
Die Bevölkerungszahl wird für 2020 auf 474.100 geschätzt. Davon lebten im selben Jahr 29,2 Prozent in städtischen Regionen und 70,8 Prozent in ländlichen Regionen.
| Zensusjahr | Einwohnerzahl |
| ---------- | ------------- |
| 1994       | 250.511       |
| 2002       | 329.858       |
| 2014       | 422.771       |